# Monaco aux Jeux olympiques d'été de 1960
Cet article contient des informations sur la participation et les résultats de Monaco aux Jeux olympiques d'été de 1960, qui ont eu lieu à Rome en Italie. Le pays participe de nouveau aux Jeux olympiques après avoir manqué les Jeux olympiques d'été de 1956.

## Résultats

### Escrime

#### Épée individuelle
| Athlète        | Épreuve           | Premier tour | Second tour  | Quarts de finale | Demi-finales | Finale       |
| Athlète        | Épreuve           | Rang         | Rang         | Rang             | Rang         | Rang         |
| -------------- | ----------------- | ------------ | ------------ | ---------------- | ------------ | ------------ |
| Gilbert Orengo | Épée individuelle | 6e           | Non qualifié | Non qualifié     | Non qualifié | Non qualifié |
| Henri Bini     | Épée individuelle | 6e           | Non qualifié | Non qualifié     | Non qualifié | Non qualifié |

##### Premier tour
Voici ci-dessous les résultats du premier tour du tournoi d'épée individuelle. Les trois premiers se qualifient pour la suite de la compétition. Orengo et Bini, arrivés 6e dans leur poule respective, ne se qualifient pas pour la suite du tournoi.
| \| Rang \| Athlète \| Pays \| CG \| CP \| \| ---- \| --------------------- \| --------------- \| -- \| -- \| \| 1 \| Allan Jay \| Grande-Bretagne \| 5 \| 1 \| \| 2 \| Dieter Fänger \| Allemagne \| 4 \| 2 \| \| 3 \| Berndt-Otto Rehbinder \| Suède \| 4 \| 2 \| \| 4 \| Ali Annabi \| Tunisie \| 4 \| 2 \| \| 5 \| Abelardo Menéndez \| Cuba \| 2 \| 4 \| \| 6 \| Gilbert Orengo \| Monaco \| 2 \| 4 \| \| 7 \| Jaime Duque \| Colombie \| 0 \| 6 \| | Combats : - Allan Jay 5 - 1 Gilbert Orengo - Dieter Fänger 5 - 2 Gilbert Orengo - Berndt-Otto Rehbinder 5 - 0 Gilbert Orengo - Ali Annabi 5 - 4 Gilbert Orengo - Gilbert Orengo 5 - 3 Abelardo Menéndez - Gilbert Orengo 5 - 3 Jaime Duque |                 |    |    |
| Rang | Athlète | Pays            | CG | CP |
| 1 | Allan Jay | Grande-Bretagne | 5  | 1  |
| 2 | Dieter Fänger | Allemagne       | 4  | 2  |
| 3 | Berndt-Otto Rehbinder | Suède           | 4  | 2  |
| 4 | Ali Annabi | Tunisie         | 4  | 2  |
| 5 | Abelardo Menéndez | Cuba            | 2  | 4  |
| 6 | Gilbert Orengo | Monaco          | 2  | 4  |
| 7 | Jaime Duque | Colombie        | 0  | 6  |

| \| Rang \| Athlète \| Pays \| CG \| CP \| \| ---- \| -------------------- \| ---------------- \| -- \| -- \| \| 1 \| Arnold Chernushevich \| Union soviétique \| 5 \| 0 \| \| 2 \| José Fernandes \| Portugal \| 4 \| 1 \| \| 3 \| Georg Neuber \| Allemagne \| 2 \| 3 \| \| 4 \| Max Dwinger \| Pays-Bas \| 2 \| 3 \| \| 5 \| Sonosuke Fujimaki \| Japon \| 2 \| 3 \| \| 6 \| Henri Bini \| Monaco \| 0 \| 5 \| | Combats : - Arnold Chernushevich 5 - 2 Henri Bini - José Fernandes 5 - 1 Henri Bini - Georg Neuber 5 - 2 Henri Bini - Max Dwinger 5 - 1 Henri Bini - Sonosuke Fujimaki 5 - 1 Henri Bini |                  |    |    |
| Rang | Athlète | Pays             | CG | CP |
| 1 | Arnold Chernushevich | Union soviétique | 5  | 0  |
| 2 | José Fernandes | Portugal         | 4  | 1  |
| 3 | Georg Neuber | Allemagne        | 2  | 3  |
| 4 | Max Dwinger | Pays-Bas         | 2  | 3  |
| 5 | Sonosuke Fujimaki | Japon            | 2  | 3  |
| 6 | Henri Bini | Monaco           | 0  | 5  |

#### Fleuret individuel
| Athlète        | Épreuve            | Premier tour | Second tour  | Quarts de finale | Demi-finales | Finale       |
| Athlète        | Épreuve            | Rang         | Rang         | Rang             | Rang         | Rang         |
| -------------- | ------------------ | ------------ | ------------ | ---------------- | ------------ | ------------ |
| Gilbert Orengo | Fleuret individuel | 5e           | Non qualifié | Non qualifié     | Non qualifié | Non qualifié |
| Henri Bini     | Fleuret individuel | 6e           | Non qualifié | Non qualifié     | Non qualifié | Non qualifié |

##### Premier tour
Voici ci-dessous les résultats du premier tour du tournoi de fleuret individuel. Les trois premiers se qualifient pour la suite de la compétition. Orengo et Bini, arrivés 5e et 6e dans leur poule respective, ne se qualifient pas pour la suite du tournoi.
| \| Rang \| Athlète \| Pays \| CG \| CP \| TD \| TR \| \| ---- \| ----------------- \| ---------- \| -- \| -- \| -- \| -- \| \| 1 \| Jan Różycki \| Pologne \| 4 \| 1 \| 23 \| 15 \| \| 2 \| Jenő Kamuti \| Hongrie \| 4 \| 1 \| 24 \| 14 \| \| 3 \| Gene Glazer \| États-Unis \| 4 \| 2 \| 25 \| 19 \| \| 4 \| Luis García \| Venezuela \| 3 \| 3 \| 22 \| 26 \| \| 5 \| Gilbert Orengo \| Monaco \| 2 \| 3 \| 15 \| 23 \| \| 6 \| Jesús Díez \| Espagne \| 1 \| 4 \| 20 \| 23 \| \| 7 \| Göran Abrahamsson \| Suède \| 1 \| 5 \| 18 \| 27 \| | Combats : - Jan Różycki 5 - 2 Gilbert Orengo - Gene Glazer 5 - 1 Gilbert Orengo - Gilbert Orengo 5 - 4 Luis García - Gilbert Orengo 5 - 4 Jesús Díez - Göran Abrahamsson 5 - 2 Gilbert Orengo |            |    |    |    |    |
| Rang | Athlète | Pays       | CG | CP | TD | TR |
| 1 | Jan Różycki | Pologne    | 4  | 1  | 23 | 15 |
| 2 | Jenő Kamuti | Hongrie    | 4  | 1  | 24 | 14 |
| 3 | Gene Glazer | États-Unis | 4  | 2  | 25 | 19 |
| 4 | Luis García | Venezuela  | 3  | 3  | 22 | 26 |
| 5 | Gilbert Orengo | Monaco     | 2  | 3  | 15 | 23 |
| 6 | Jesús Díez | Espagne    | 1  | 4  | 20 | 23 |
| 7 | Göran Abrahamsson | Suède      | 1  | 5  | 18 | 27 |

| \| Rang \| Athlète \| Pays \| CG \| CP \| TD \| TR \| \| ---- \| --------------- \| --------------- \| -- \| -- \| -- \| -- \| \| 1 \| Bill Hoskyns \| Grande-Bretagne \| 6 \| 0 \| 30 \| 5 \| \| 2 \| Mihály Fülöp \| Hongrie \| 5 \| 1 \| 26 \| 13 \| \| 3 \| Joaquín Moya \| Espagne \| 3 \| 3 \| 20 \| 24 \| \| 4 \| Hans Lagerwall \| Suède \| 3 \| 2 \| 17 \| 15 \| \| 5 \| William Fajardo \| Mexique \| 1 \| 5 \| 16 \| 28 \| \| 6 \| Henri Bini \| Monaco \| 1 \| 4 \| 12 \| 21 \| \| 7 \| Raoul Barouch \| Tunisie \| 1 \| 5 \| 13 \| 28 \| | Combats : - Bill Hoskyns 5 - 0 Henri Bini - Mihály Fülöp 5 - 0 Henri Bini - Joaquín Moya 5 - 4 Henri Bini - William Fajardo 5 - 3 Henri Bini - Henri Bini 5 - 1 Raoul Barouch |                 |    |    |    |    |
| Rang | Athlète | Pays            | CG | CP | TD | TR |
| 1 | Bill Hoskyns | Grande-Bretagne | 6  | 0  | 30 | 5  |
| 2 | Mihály Fülöp | Hongrie         | 5  | 1  | 26 | 13 |
| 3 | Joaquín Moya | Espagne         | 3  | 3  | 20 | 24 |
| 4 | Hans Lagerwall | Suède           | 3  | 2  | 17 | 15 |
| 5 | William Fajardo | Mexique         | 1  | 5  | 16 | 28 |
| 6 | Henri Bini | Monaco          | 1  | 4  | 12 | 21 |
| 7 | Raoul Barouch | Tunisie         | 1  | 5  | 13 | 28 |

### Tir
| Athlète            | Épreuve                          | Tour préliminaire                          | Tour préliminaire           | Phase finale | Phase finale |
| Athlète            | Épreuve                          | Points                                     | Rang                        | Points       | Rang         |
| ------------------ | -------------------------------- | ------------------------------------------ | --------------------------- | ------------ | ------------ |
| Gilbert Scorsoglio | 50 m carabine trois positions    | 516 (184 couché, 174 à genoux, 158 debout) | 61e ex æquo                 | Non qualifié | Non qualifié |
| Francis Boisson    | 50 m carabine trois positions    | 504 (189 couché, 164 à genoux, 151 debout) | 67e                         | Non qualifié | Non qualifié |
| Pierre Marsan      | Pistolet à 50 m position couchée | 381                                        | 25e (du premier groupe) (Q) | 569          | 48e          |
| Michel Ravarino    | Pistolet à 50 m position couchée | 367                                        | 77e                         | Non qualifié | Non qualifié |
| Francis Bonafede   | Fosse olympique                  | -                                          | -                           | Non qualifié | Non qualifié |
| Marcel Rué         | Fosse olympique                  | -                                          | -                           | Non qualifié | Non qualifié |

### Voile
| Athlètes                                                                     | Épreuve | Course I | Course I | Course II | Course II | Course III | Course III | Course IV | Course IV | Course V | Course V | Course VI | Course VI | Course VII | Course VII | Total Points | Total -1 (la plus mauvaise course) | Rang |
| Athlètes                                                                     | Épreuve | Rang     | Points   | Rang      | Points    | Rang       | Points     | Rang      | Points    | Rang     | Points   | Rang      | Points    | Rang       | Points     | Total Points | Total -1 (la plus mauvaise course) | Rang |
| ---------------------------------------------------------------------------- | ------- | -------- | -------- | --------- | --------- | ---------- | ---------- | --------- | --------- | -------- | -------- | --------- | --------- | ---------- | ---------- | ------------ | ---------------------------------- | ---- |
| Monaco (Damoiselle IV) Jules Soccal (barreur) Gérard Battaglia Jean Crovetto | Dragon  | 14       | 386      | 22        | 190       | 24         | 152        | 23        | 171       | 24       | 152      | 22        | 190       | 22         | 190        | 1431         | 1279                               | 23   |